# Landschaftsschutzgebiet Stroot
Das Landschaftsschutzgebiet Stroot ist ein Landschaftsschutzgebiet im Landkreis Wittmund des Bundeslandes Niedersachsen. Es trägt die Nummer LSG WTM 00014. Als untere Naturschutzbehörde ist der Landkreis Wittmund für das Gebiet zuständig.

## Beschreibung des Gebiets
Das 1965 ausgewiesene Landschaftsschutzgebiet umfasst eine Fläche von 20,4 Quadratkilometern und liegt westlich des Ortszentrums von Friedeburg.
Der Name „Stroot“ ist niederdeutsch und bedeutet Sumpfgebüsch. Er wird erstmals 1493 von Eggerik Beninga als up den stroet genannt. Auf dem heutigen Waldgebiet wurde bis 1808 eine Schäferei betrieben.

## Schutzzweck
Genereller Schutzzweck sind die „Vermeidung der Schädigung des Ökosystems Wald, der Beeinträchtigung des Naturgenusses oder der Verunstaltung der Landschaft“. Um das zu erreichen, will der Landkreis die Nadelholzbestände durch Laubwaldformationen mit Arten der potentiellen natürlichen Vegetation (feuchter bis trockener Eichen-Buchenwald mit Übergängen zum Birken-Eichenwald) ersetzen. Als weiteren Baustein sieht der Landkreis die Umsetzung des LÖWE-Programms „Langfristige ökologische Waldentwicklung“.